# CCC Team

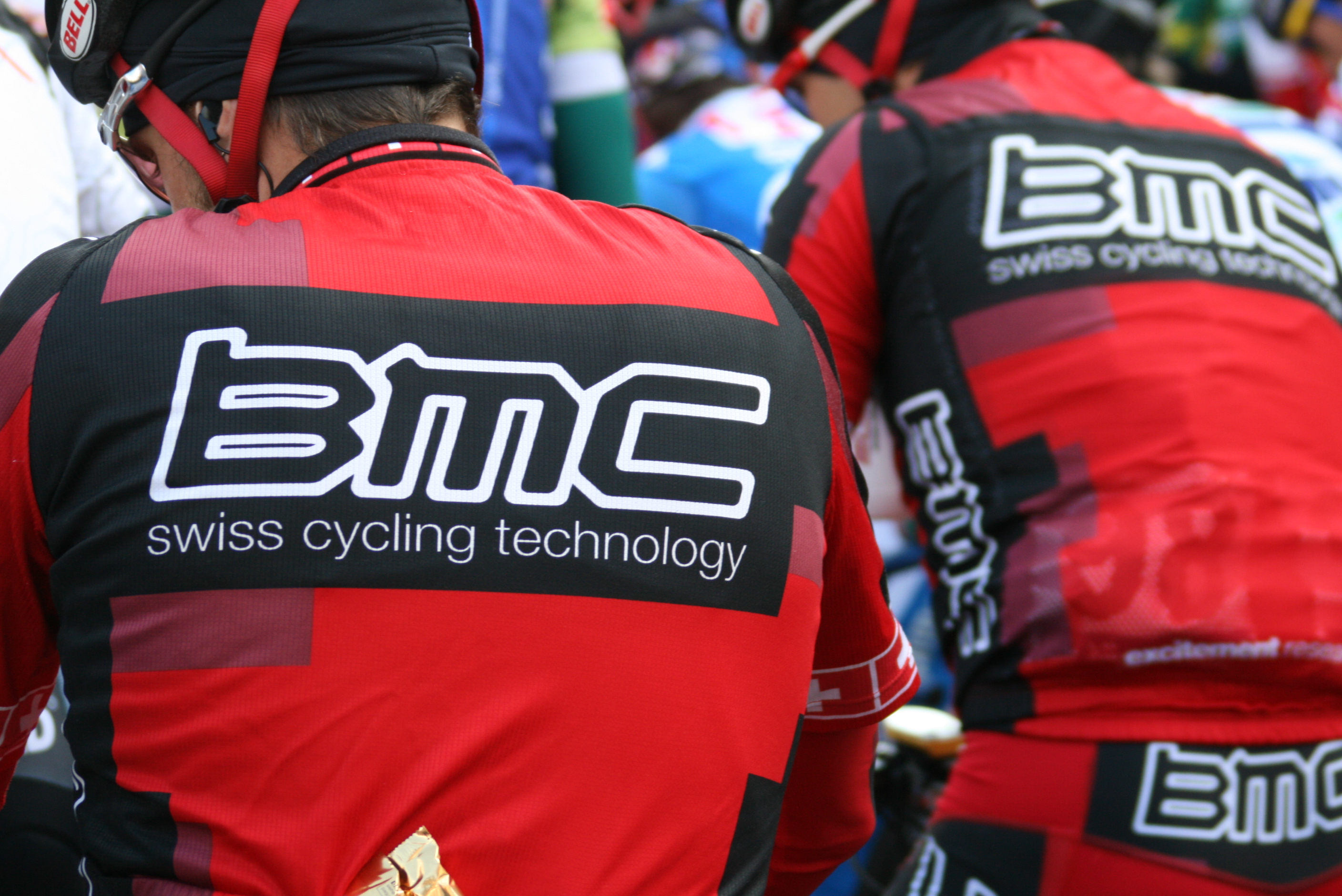
BMC Racing Team.

CCC Team foi uma equipa de ciclismo profissional com sede na Polónia, sucessora da equipa norte-americana BMC Racing Team, criada em 2008.  Foi extinta no final de 2020 quando a sua licença UCI foi comprada pela equipa Intermarché-Wanty-Gobert Matériaux.

## Elenco

### 2017
| Integrantes da equipe 2017               | Integrantes da equipe 2017 | Integrantes da equipe 2017             | Integrantes da equipe 2017 |
| Ciclista                                 | Data de nascimento         | Equipe anterior                        |                            |
| ---------------------------------------- | -------------------------- | -------------------------------------- | -------------------------- |
| Tom Bohli                                | 17 janeiro 1994            | BMC Development (2015)                 |                            |
| Brent Bookwalter                         | 16 fevereiro 1984          | VMG Racing (2007)                      |                            |
| Damiano Caruso                           | 12 outubro 1987            | Cannondale (2014)                      |                            |
| Alessandro De Marchi                     | 19 maio 1986               | Cannondale (2014)                      |                            |
| Rohan Dennis                             | 28 maio 1990               | Garmin-Sharp (2014)                    |                            |
| Silvan Dillier                           | 3 agosto 1990              | BMC Development (2013)                 |                            |
| Jean-Pierre Drucker                      | 3 setembro 1986            | Wanty-Groupe Gobert (2014)             |                            |
| Martin Elmiger                           | 23 setembro 1978           | IAM Cycling (2016)                     |                            |
| Kilian Frankiny                          | 26 janeiro 1994            | BMC Development (2016)                 |                            |
| Floris Gerts                             | 3 maio 1992                | BMC Development (2015)                 |                            |
| Ben Hermans                              | 8 junho 1986               | RadioShack-Leopard (2013)              |                            |
| Stefan Küng                              | 16 novembro 1993           | BMC Development (2014)                 |                            |
| Amaël Moinard                            | 2 fevereiro 1982           | Cofidis, le Crédit en Ligne (2010)     |                            |
| Daniel Oss                               | 13 janeiro 1987            | Liquigas-Cannondale (2012)             |                            |
| Richie Porte                             | 30 janeiro 1985            | Team Sky (2015)                        |                            |
| Manuel Quinziato                         | 30 outubro 1979            | Liquigas-Doimo (2010)                  |                            |
| Nicolas Roche                            | 3 julho 1984               | Team Sky (2016)                        |                            |
| Joey Rosskopf                            | 5 setembro 1989            | Hincapie Sportswear Development (2014) |                            |
| Samuel Sánchez (19 fev.–5 out., Nota)    | 5 fevereiro 1978           | Euskaltel Euskadi (2013)               |                            |
| Michael Schär                            | 29 setembro 1986           | Astana (2009)                          |                            |
| Miles Scotson                            | 18 janeiro 1994            | Illuminate (2016)                      |                            |
| Manuel Senni                             | 11 março 1992              | Colpack (2014)                         |                            |
| Dylan Teuns                              | 1 março 1992               | BMC Development (2014)                 |                            |
| Greg Van Avermaet                        | 17 maio 1985               | Omega Pharma-Lotto (2010)              |                            |
| Tejay van Garderen                       | 12 agosto 1988             | HTC-Highroad (2011)                    |                            |
| Francisco Ventoso                        | 6 maio 1982                | Movistar Team (2016)                   |                            |
| Loïc Vliegen                             | 20 dezembro 1993           | BMC Development (2015)                 |                            |
| Danilo Wyss                              | 26 agosto 1985             | Atlas-Romer's Hausbäckerei (2007)      |                            |
| Nathan Van Hooydonck (15 mai.–31 dez.)   | 12 outubro 1995            | BMC Development (2017)                 |                            |
| Patrick Müller (1 ago.–31 dez., trainee) | 18 abril 1996              | BMC Development (2017)                 |                            |
| Bram Welten (1 ago.–31 dez., trainee)    | 29 março 1997              | BMC Development (2017)                 |                            |
|                                          |                            |                                        |                            |
| Fontes: ProCyclingStats Cycling Quotient |                            |                                        |                            |

Nota: Samuel Sánchez, fired for doping

### 2016
| Integrantes da equipe 2016                 | Integrantes da equipe 2016 | Integrantes da equipe 2016             | Integrantes da equipe 2016 |
| Ciclista                                   | Data de nascimento         | Equipe anterior                        |                            |
| ------------------------------------------ | -------------------------- | -------------------------------------- | -------------------------- |
| Darwin Atapuma                             | 15 janeiro 1988            | Colombia (2013)                        |                            |
| Tom Bohli                                  | 17 janeiro 1994            | BMC Development (2015)                 |                            |
| Brent Bookwalter                           | 16 fevereiro 1984          | VMG Racing (2007)                      |                            |
| Marcus Burghardt                           | 30 junho 1983              | Columbia-HTC (2009)                    |                            |
| Damiano Caruso                             | 12 outubro 1987            | Cannondale (2014)                      |                            |
| Alessandro De Marchi                       | 19 maio 1986               | Cannondale (2014)                      |                            |
| Rohan Dennis                               | 28 maio 1990               | Garmin-Sharp (2014)                    |                            |
| Silvan Dillier                             | 3 agosto 1990              | BMC Development (2013)                 |                            |
| Jean-Pierre Drucker                        | 3 setembro 1986            | Wanty-Groupe Gobert (2014)             |                            |
| Floris Gerts                               | 3 maio 1992                | BMC Development (2015)                 |                            |
| Philippe Gilbert                           | 5 julho 1982               | Omega Pharma-Lotto (2011)              |                            |
| Ben Hermans                                | 8 junho 1986               | RadioShack-Leopard (2013)              |                            |
| Stefan Küng                                | 16 novembro 1993           | BMC Development (2014)                 |                            |
| Amaël Moinard                              | 2 fevereiro 1982           | Cofidis, le Crédit en Ligne (2010)     |                            |
| Daniel Oss                                 | 13 janeiro 1987            | Liquigas-Cannondale (2012)             |                            |
| Taylor Phinney                             | 27 junho 1990              | Trek Livestrong U23 (2010)             |                            |
| Richie Porte                               | 30 janeiro 1985            | Team Sky (2015)                        |                            |
| Manuel Quinziato                           | 30 outubro 1979            | Liquigas-Doimo (2010)                  |                            |
| Joey Rosskopf                              | 5 setembro 1989            | Hincapie Sportswear Development (2014) |                            |
| Samuel Sánchez                             | 5 fevereiro 1978           | Euskaltel Euskadi (2013)               |                            |
| Michael Schär                              | 29 setembro 1986           | Astana (2009)                          |                            |
| Manuel Senni                               | 11 março 1992              | Colpack (2014)                         |                            |
| Dylan Teuns                                | 1 março 1992               | BMC Development (2014)                 |                            |
| Greg Van Avermaet                          | 17 maio 1985               | Omega Pharma-Lotto (2010)              |                            |
| Tejay van Garderen                         | 12 agosto 1988             | HTC-Highroad (2011)                    |                            |
| Peter Velits                               | 21 fevereiro 1985          | Omega Pharma-Quick Step (2013)         |                            |
| Loïc Vliegen                               | 20 dezembro 1993           | BMC Development (2015)                 |                            |
| Danilo Wyss                                | 26 agosto 1985             | Atlas-Romer's Hausbäckerei (2007)      |                            |
| Rick Zabel                                 | 7 dezembro 1993            | Rabobank Development (2013)            |                            |
| Taylor Eisenhart (1 ago.–31 dez., trainee) | 14 junho 1994              | BMC Development (2016)                 |                            |
| Fabian Lienhard (1 ago.–31 dez., trainee)  | 3 setembro 1993            |                                        |                            |
|                                            |                            |                                        |                            |
| Fontes: ProCyclingStats Cycling Archives   |                            |                                        |                            |

### 2015
| Integrantes da equipe 2015                | Integrantes da equipe 2015 | Integrantes da equipe 2015             | Integrantes da equipe 2015 |
| Ciclista                                  | Data de nascimento         | Equipe anterior                        |                            |
| ----------------------------------------- | -------------------------- | -------------------------------------- | -------------------------- |
| Darwin Atapuma                            | 15 janeiro 1988            | Colombia (2013)                        |                            |
| Brent Bookwalter                          | 16 fevereiro 1984          | VMG Racing (2007)                      |                            |
| Marcus Burghardt                          | 30 junho 1983              | Columbia-HTC (2009)                    |                            |
| Damiano Caruso                            | 12 outubro 1987            | Cannondale (2014)                      |                            |
| Alessandro De Marchi                      | 19 maio 1986               | Cannondale (2014)                      |                            |
| Rohan Dennis                              | 28 maio 1990               | Garmin-Sharp (2014)                    |                            |
| Silvan Dillier                            | 3 agosto 1990              | BMC Development (2013)                 |                            |
| Jean-Pierre Drucker                       | 3 setembro 1986            | Wanty-Groupe Gobert (2014)             |                            |
| Cadel Evans                               | 14 fevereiro 1977          | Silence-Lotto (2009)                   |                            |
| Campbell Flakemore                        | 6 agosto 1992              | Avanti Racing Team (2014)              |                            |
| Philippe Gilbert                          | 5 julho 1982               | Omega Pharma-Lotto (2011)              |                            |
| Ben Hermans                               | 8 junho 1986               | RadioShack-Leopard (2013)              |                            |
| Stefan Küng                               | 16 novembro 1993           | BMC Development (2014)                 |                            |
| Klaas Lodewyck                            | 24 março 1988              | Omega Pharma-Lotto (2011)              |                            |
| Amaël Moinard                             | 2 fevereiro 1982           | Cofidis, le Crédit en Ligne (2010)     |                            |
| Daniel Oss                                | 13 janeiro 1987            | Liquigas-Cannondale (2012)             |                            |
| Taylor Phinney                            | 27 junho 1990              | Trek Livestrong U23 (2010)             |                            |
| Manuel Quinziato                          | 30 outubro 1979            | Liquigas-Doimo (2010)                  |                            |
| Joey Rosskopf                             | 5 setembro 1989            | Hincapie Sportswear Development (2014) |                            |
| Samuel Sánchez                            | 5 fevereiro 1978           | Euskaltel Euskadi (2013)               |                            |
| Michael Schär                             | 29 setembro 1986           | Astana (2009)                          |                            |
| Manuel Senni                              | 11 março 1992              | Colpack (2014)                         |                            |
| Peter Stetina                             | 8 agosto 1987              | Garmin-Sharp (2013)                    |                            |
| Dylan Teuns                               | 1 março 1992               | BMC Development (2014)                 |                            |
| Greg Van Avermaet                         | 17 maio 1985               | Omega Pharma-Lotto (2010)              |                            |
| Tejay van Garderen                        | 12 agosto 1988             | HTC-Highroad (2011)                    |                            |
| Peter Velits                              | 21 fevereiro 1985          | Omega Pharma-Quick Step (2013)         |                            |
| Loïc Vliegen (24 jun.–31 dez.)            | 20 dezembro 1993           | BMC Development (2014)                 |                            |
| Danilo Wyss                               | 26 agosto 1985             | Atlas-Romer's Hausbäckerei (2007)      |                            |
| Rick Zabel                                | 7 dezembro 1993            | Rabobank Development (2013)            |                            |
| Tom Bohli (1 ago.–31 dez., trainee)       | 17 janeiro 1994            | BMC Development (2015)                 |                            |
| Kilian Frankiny (1 ago.–31 dez., trainee) | 26 janeiro 1994            | BMC Development (2015)                 |                            |
| Floris Gerts (1 ago.–31 dez., trainee)    | 3 maio 1992                | Rabobank Development (2014)            |                            |
|                                           |                            |                                        |                            |
| Fonte: ProCyclingStats                    |                            |                                        |                            |